# Molnupiravir
El molnupiravir (codis de desenvolupament MK-4482 i EIDD-2801) és un fàrmac antivíric experimental actiu per via oral i desenvolupat per al tractament de la grip. És un profàrmac del derivat de nucleòsids sintètics N4-hidroxicitidina i exerceix la seva acció antiviral mitjançant la introducció d'errors de còpia durant la replicació de l'ARN víric.
El medicament va ser desenvolupat a la Universitat Emory per la companyia d'innovació farmacèutica de la universitat, Drug Innovation Ventures at Emory (DRIVE). Després va ser adquirida per la companyia amb seu a Miami Ridgeback Biotherapeutics, que més tard es va associar amb Merck & Co. per desenvolupar encara més el medicament.

## Assaig clínic COVID-19
A finals de juliol de 2020, Merck, que s'havia associat amb Ridgeback Biotherapeutics per desenvolupar el fàrmac, va anunciar la seva intenció de traslladar el molnupiravir a assaigs en fase tardana per a tractament de la COVID-19 a partir del setembre de 2020. El 19 d'octubre de 2020, Merck va iniciar un assaig d'etapa 2/3 d'un any que es va centrar en pacients hospitalitzats.
L'octubre de 2021, un assaig clínic preliminar va informar que el tractament amb molnupiravir va reduir el risc d'hospitalització i mort per COVID-19 en un 50% per als pacients d'alt risc recentment diagnosticats. S'ha informat que el fàrmac va funcionar igual de bé contra diferents variants de SARS-CoV-2, incloses delta, gamma i mu. Un dels consells d'assaig de la Fase 3 de Merck que avaluava l'eficàcia del fàrmac va recomanar la suspensió precoç de l'assaig perquè havia assolit un punt final predeterminat i perquè l'administració de placebo podria deixar de ser ètica a la llum del benefici substancial del fàrmac per als pacients. Una junta de control de la FDA el va acceptar.